# Kao Tching-jü
Kao Tching-jü (čínsky pchin-jinem Gāo Tíngyǔ, znaky 高亭宇; * 15. prosince 1997) je čínský rychlobruslař.
Na mezinárodní scéně debutoval začátkem roku 2016, kdy se představil ve Světovém poháru. Následně startoval i na seniorském Mistrovství světa ve sprintu (24. místo) a na juniorském světovém šampionátu. V listopadu 2016 se ve Světovém poháru v závodu na 500 m umístil na druhém místě. Startoval také na Mistrovství světa na jednotlivých tratích 2017. Zúčastnil se Zimních olympijských her 2018, kde v závodě na 500 m získal bronzovou medaili. Z Mistrovství světa na jednotlivých tratích 2020 si přivezl stříbrnou medaili z týmového sprintu. Na Zimních olympijských hrách 2022 vyhrál závod na 500 m.